# Vellosiella spathacea
Vellosiella spathacea là loài thực vật có hoa thuộc họ Cỏ chổi. Loài này được (Oliv.) Melch. miêu tả khoa học đầu tiên năm 1940.